# МКС-11
МКС-11 — одиннадцатый долговременный экипаж Международной космической станции. Экипаж работал на борту МКС с 17 апреля по 10 октября 2005 года.
Во время одиннадцатой экспедиции были осуществлены работы по обслуживанию:
- ТКГ «Прогресс»:
  -  «Прогресс М-52»: расстыковка 16.06.2005;
  -  «Прогресс М-53»: стыковка в ТОРУ к АО СМ «Звезда» 19.06.2005, расстыковка 07.09.2005;
  -  «Прогресс М-54»: стыковка к АО СМ «Звезда» 10.09.2005;
- пилотируемых кораблей «Союз»:
  -  «Союз ТМА-5»: расстыковка 24.04.2005 с экипажем МКС-10 и участником экспедиции посещения ЭП-8;
  -  «Союз ТМА-6»: корабль доставки и возвращения экипажа МКС-11, перестыковка с стыковочного отсек-модуля «Пирс» (СО1) на функционально-грузовой блок «Заря» 19.07.2005;
  -  «Союз ТМА-7»: стыковка к СО1 «Пирс» 03.10.2005 с экипажем МКС-12 и участником экспедиции посещения ЭП-9;
- «Спейс шаттл» «Дискавери STS-114»: стыковка к модулю «Дестини» через РМА-2 28.07.2005, дооснащение МКС с использованием грузового модуля MPLP «Рафаэлло», разгрузка доставленной на МКС внешней складской платформы ESP-2, выполнено три выхода в открытый космос с борта шаттла, расстыковка 06.08.2005, первый полёт шаттла после катастрофы "Колумбии".

Были проведены научные исследования и эксперименты по российской и американской программам, в том числе 91 сеанс по 23 экспериментам проекта ISM «Энеида», который был включён в задачи экипажа посещения ЭП-8. По завершении станция была передана экипажу 12-й основной экспедиции.
Сергей Крикалёв - первый космонавт, проработавший на МКС две экспедиции. Суммарная продолжительность работы Сергея Крикалёва за две экспедиции (МКС-1 и МКС-11) составила 313 суток 14 ч 39 мин 48 сек. С учетом первого полета 04.12.1998 (STS-88) по сборке станции, общее время пребывания на станции составляет 314 суток 19 часов 10 минут 48 секунд. Сергей Крикалёв первый космонавт, совершивший 3 полета к МКС (один полет по сборке станции и 2 - в качестве участника основной экспедиции).

## Экипаж

### Основной экипаж
- (Роскосмос): Сергей Крикалёв (6)[4] — командир;
- (НАСА): Джон Филлипс (2) — бортинженер.

### Дублирующий экипаж
- (Роскосмос): Михаил Тюрин (2) — командир;
- (НАСА): Дэниел Тани (2) — бортинженер[5].

### Экспедиции посещения
Вместе с основным экипажем МКС на «Союзе ТМА-6» был доставлен на станцию участник программы экспедиции посещения ЭП-8:
- (ЕКА): Роберто Виттори (2).

В составе дублирующего экипажа ЭП-8 подготовку проходил:
- (ККА): Роберт Тёрск (2).

На Землю в составе экипажа «Союзе ТМА-6» (отстыковка 10.10.2005, посадка 11.10.2005) вместе с членами экспедиции МКС-11 вернулся участник экспедиции посещения ЭП-9 (американский бизнесмен и третий космический турист)  Грегори Олсен (1), прибывший на станцию в составе экипажа «Союз ТМА-7» (старт 01.10.2005, стыковка 03.10.2005).

## Параметры полёта
- Наклонение орбиты — 51,6°;
- Период обращения — 92,0 мин;
- Перигей — 384 км;
- Апогей — 396 км.

## Выходы в космос
За время 11-й основной экспедиции Сергей Крикалёв и Джон Филлипс совершили один из двух запланированных выходов в открытый космос из стыковочного отсека-модуля «Пирс» (СО1). Выход был совершён 18 августа 2005 года, с 19:02 по 23:59, общей продолжительностью 4 часа 58 минут. Основные задачи:
- Снятие контейнера № 1 оборудования «Биориск-МСН» с модуля «Пирс»;
- Демонтаж панели № 3 аппаратуры MPAC&SEED и антропоморфного фантома «Матрешка-Е»;
- Установка резервной телекамеры и замена съёмной кассеты-контейнера СКК № 3-СМ на СКК № 5-СМ на служебном модуле «Звезда».